# 공액계

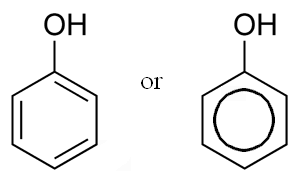
페놀의 화학구조

공액계(共軛系, 영어: conjugated system 또는 delocalized bond, 콘쥬게이션계)는 유기화합물에서 원자가전자에 의해 단일결합 하나를 중심으로 다중결합이 되어 있는 계이다.

## 공액 파이 전자계
공액 파이 전자계(영어: conjugated pi electron system, 콘쥬게이션 파이 전자계)란, 유기 화합물(탄소 화합물)에서 이중결합과 삼중결합, 혹은 이중결합과 단일결합, 단일결합과 삼중결합이 번갈아가며 나타나는 상태를 말한다. 가장 흔한 예로 벤젠을 들 수 있는데, 이 벤젠은 탄소 고리의 결합이 단일결합과 이중결합이 번갈아가며 나타나게 된다.(케쿨레는 이 구조를 통해 벤젠 분자가 공명이 있는 분자라고 생각하였다.) 결합 차수가 높아질수록 강한 결합이기 때문에, 결합차수가 커질수록 결합길이는 짧아진다. 따라서 이론적으로는 벤젠의 탄소고리는 그 결합길이가 모두 달라야 한다. 그러나 실험을 통한 측정결과는 결합길이가 모두 동등하다는 사실을 알려준다. 여기서 우리는 벤젠의 탄소간 결합이 단일결합과 이중결합이 번갈아 나타나는 구조라는 것이 아니라는 것을 알게 된다. 양자화학을 통해 분석하면, 전자가 탄소고리에 균일하게 편재되어있는 것을 알 수 있다. 벤젠뿐만 아니라 모든 공액 파이 전자계를 가지고 있는 분자가 이렇게 균일한 전자밀도를 가지게 된다. 공액 파이 전자계를 갖는 분자의 또다른 예로는 1,3 뷰타다이엔을 들 수 있다.

## 공액계의 예
- 다이엔
- 비타민 D
- 비타민 A

## 같이 보기
- 공명
- 교차 공액